# Leith Athletic F.C.
Leith Athletic F.C., właśc. Leith Athletic Football Club – szkocki klub piłkarski z siedzibą w Edynburgu.

## Historia
Klub został założony w 1887. W swojej historii rozegrał 6 sezonów w pierwszej lidze, w czasach kiedy stanowiły ją rozgrywki First Division. Występował też przez 31 sezonów na poziomie drugiej ligi (w Second Division), po raz ostatni w edycji 1947/1948.

### Historia występów w pierwszej lidze
| Sezon   | Liga           | Miejsce      |
| ------- | -------------- | ------------ |
| 1891/92 | First Division | 4.           |
| 1892/93 | First Division | 6.           |
| 1893/94 | First Division | 9.           |
| 1894/95 | First Division | 10. (spadek) |
| 1930/31 | First Division | 17.          |
| 1931/32 | First Division | 20. (spadek) |

## Reprezentanci kraju grający w klubie
stan na grudzień 2023
|  | - George Allan - Bobby Baxter - Isaac Begbie - James Blessington - Bob Boyd - Thomas Breckenridge - Jimmy Campbell - Robert Clements |  | - Peter Kerr - David Lindsay - Matt McQueen - Bob Mercer - David Morris - George Sinclair - Willie Taylor |